# Protomero
In biologia strutturale, il protomero è l'unità strutturale di una proteina oligomerica. È la più piccola unità composta da almeno due catene proteiche diverse che formano un etero-oligomero più grande in associazione a due o più copie di questa unità.
Il termine fu introdotto da Chetverin per rendere non ambigua la nomenclatura nell'enzima Na+/K+-ATPasi. Quest'ultimo è composto da due subunità: una grande subunità catalitica α e una più piccola subunità glicoproteica β (oltre a un proteolipide chiamati subunità γ). All'epoca non era chiaro come funzionassero insieme. Inoltre, quando si parlava di dimero, non era chiaro se ci si riferisse ad αβ o a (αβ)2. Chetverin suggerì di classificare αβ come protomero e (αβ)2 come diprotomero.
I protomeri di solito si organizzano secondo una simmetria ciclica per formare simmetrie a gruppo puntuale chiuso.
In chimica, un protomero è una molecola che mostra tautomerismo per la posizione di un protone.

## Esempi

Virus icosaedrico con envelope

L'emoglobina è un eterotetramero composto da quattro subunità (due α e due β). Dal punto di vista strutturale e funzionale, la molecola è meglio descritta come (αβ)2, ovvero un dimero di due αβ-protomeri, cioè un diprotomero.
L'aspartato carbammiltransferasi ha una composizione di subunità α6β6. I sei six αβ-protomeri sono disposti seconda una simmetria D3.
I capsidi virali sono spesso composti di protomeri. Il protomero nei virus rappresenta la catena polipeptidica ripiegata facente parte della composizione del capside andando a determinarne la forma. Il modo in cui si dispongono formano un capside ad icosaedro o a spirale.
Esempi in chimica comprendono la tirosina e l'acido 4-amminobenzoico. Il primo può essere deprotonato per formare anioni di carbossilato e fenossido e il secondo può essere protonato in gruppi aminici o carbossile.